# اوتو زیفلینگ

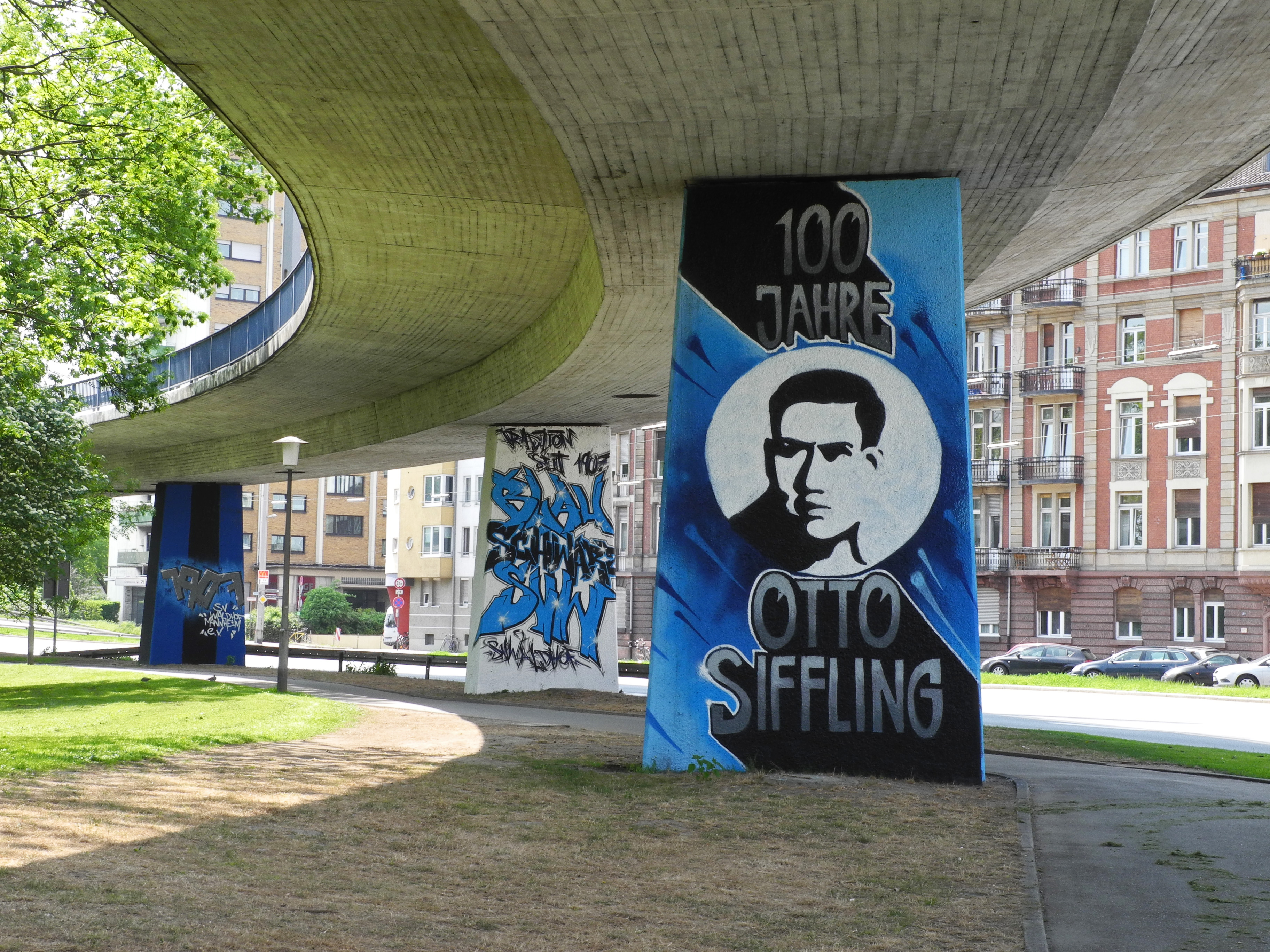
تصویری از اوتو زیفلینگ در مانهایم

اوتو زیفلینگ (به آلمانی: Otto Siffling) بازیکن فوتبال و مهاجم اهل آلمان است که از سال ۱۹۳۴ میلادی عضو تیم ملی فوتبال آلمان بوده‌است. وی در ۳۱ بازی ملی حضور داشته است و آخرین بازی ملی خود را در سال ۱۹۳۸ میلادی انجام داد. اوتو زیفلینگ در بازی‌های ملی‌اش ۱۷ گل به ثمر رساند.